# Ardino
Ardino (bulgariska: Ардино) är en ort i Bulgarien.   Den ligger i regionen Kărdzjali, i den södra delen av landet, 190 kilometer sydost om huvudstaden Sofia. Antalet invånare är 3 531.